# Weißkopfmöwe
Die Einteilung der Lebewesen in Systematiken ist kontinuierlicher Gegenstand der Forschung. So existieren neben- und nacheinander verschiedene systematische Klassifikationen. 
Das hier behandelte Taxon ist durch neue Forschungen obsolet geworden oder ist aus anderen Gründen nicht Teil der in der deutschsprachigen Wikipedia dargestellten Systematik.
Als Weißkopfmöwe (Larus cachinnans) wurden zeitweise mehrere Großmöwen-Taxa zusammengefasst, die vorher als Unterarten der Silbermöwe betrachtet wurden. Alle haben im Adultkleid gelbe Beine; im Unterschied dazu hat die Silbermöwe fleischfarbene Beine. Im Jugendkleid wirken sie hingegen teils sehr „weißköpfig“, worauf der Name zurückzuführen ist. Um die Jahrtausendwende herum wurde aber aufgrund von genetischen Untersuchungen festgestellt, dass die „Weißkopfmöwe“ ein paraphyletisches Taxon ist. Die Taxa michahellis und armenicus sind dabei näher mit der Silbermöwe verwandt, cachinnans steht hingegen der Heringsmöwe und der Amerikanischen Silbermöwe verwandtschaftlich nahe. 
Heute werden die vormaligen Unterarten als eigene Arten betrachtet. Der wissenschaftliche Name bezeichnet dabei nur noch die Steppenmöwe:
- Mittelmeermöwe (Larus michahellis)
- Armeniermöwe (Larus armenicus)
- Steppenmöwe (Larus cachinnans)

Zudem gibt es im Ostseeraum eine gelbbeinige Varietät der Silbermöwe, die zeitweise als Larus c. omissus zur „Weißkopfmöwe“ gestellt wurde. Diese Population ist heute jedoch durch Vermischung mit Vögeln westlicherer Herkunft nahezu erloschen und gelbbeinige Exemplare sind mittlerweile recht selten.